# 폴리테흐니체스카야역
폴리테흐니체스카야역(러시아어: Политехническая)은 러시아 상트페테르부르크 시에 있는 상트페테르부르크 지하철 키롭스코 비보륵스카야 선의 철도역이다. 1975년 12월 31일에 개통되었다. 역명은 인근에 위치한 국립 상트페테르부르크 폴리테크닉 대학교에서 유래한 것이다.